# Jikji

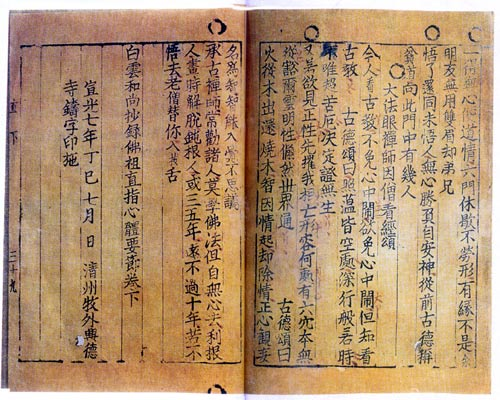
Resterende deel van de Jikji

Jikji is de afgekorte titel van een Koreaans boeddhistisch document, waarvan de volledige titel kan worden vertaald als Monnik Baeguns anthologie van de Grote Priesters 'Leringen over identificatie van Boeddha's Geest door de praktijk van Seon'. Afgedrukt tijdens de Goryeodynastie in 1377, is de Jikji 's werelds oudste nog bestaande, met losse metalen letters gedrukte boek. UNESCO bevestigde dit in september 2001 en nam de Jikji op in het Memory of the World-programma.
De Jikji werd samengesteld in de Heungdeoktempel in 1377, 78 jaar voor de Gutenbergbijbel, gedrukt in de jaren 1452-1455. Het grootste deel van de Jikji is verloren gegaan en alleen het laatste deel is overgeleverd, dat wordt bewaard in de afdeling Manuscrits Orientaux van de Nationale Bibliotheek van Frankrijk.